# شبکه ایلام
شبکه ایلام از شبکه‌های سازمان صدا و سیمای جمهوری اسلامی ایران است که در صدا و سیمای ایلام مستقر است. پخش برنامه‌های شبکه ایلام با کیفیت HD و فرمت HEVC از طریق فرستنده‌های زمینی از بهمن ۱۴۰۳ آغاز شده‌است.

## تاریخچه
نخستین استودیوی سیما در سال ۱۳۷۱ به‌طور موقت راه‌اندازی شد اما اخبار سیما به صورت ضبطی در محل استودیوی رادیو پخش می‌شد. در سال ۱۳۷۱ تولید و پخش برنامه‌های تلویزیونی برای پخش از شبکهٔ محلی به میزان ۳ ساعت در هفته آغاز شد. با توجه به قابلیت‌ها، نیازها و درخواست مردم، عملیات راه‌اندازی پروژهٔ ساختمانی شبکهٔ استانی صدا و سیمای مرکز ایلام در سال ۱۳۷۲ آغاز شد و پس از سه سال، در سال ۱۳۷۵، ساختمان نو مرکز با مساحتی بالغ بر ۹٬۴۰۰ متر مربع زیربنا در زمینی به مساحت ۴۰٬۰۰۰ متر ساخته شد و هم‌زمان با سفر هاشمی رفسنجانی رئیس‌جمهور وقت و با حضور علی لاریجانی رئیس وقت سازمان صدا و سیما افتتاح گردید. شبکهٔ استانی سیمای ایلام، در تاریخ ۹ تیر ۱۳۸۳ با حضور عزت‌الله ضرغامی (رئیس کل سازمان صدا و سیما) در شهر ایلام افتتاح رسمی شد. از تیر ۱۳۹۶ پخش برنامه‌های سیمای مرکز ایلام به ۲۴ ساعت رسیده‌است.
جلال طالبانی رئیس‌جمهور فقید کُرد عراق از بينندگان و شنوندگان شناخته شده صداوسیمای مر‌کز ایلام بود.

## فرکانس
شبکهٔ استانی بر روی ماهوارهٔ عربست «بدر ۵» Frequency 12322 SR 27500 5.3 FEC 3/4 POL. V، با فرکانس فوق شبکهٔ استانی کرمانشاه (شبکهٔ زاگرس) را هم دریافت خواهید کرد.